# 니콜라에 마르티네스쿠
니콜라에 마르티네스쿠(루마니아어: Nicolae Martinescu, 1940년 2월 24일~2013년 4월 1일)는 루마니아의 레슬링 선수이다. 1964년, 1968년, 1972년, 1976년 하계 올림픽에 참가하였으며 1972년 대회에서 그레코로만형 헤비급 금메달을, 1968년 대회에서 동메달을 획득했다. 또한 1963년부터 1974년까지 세계 선수권 대회에서 메달 5개(은 2개, 동 3개)를 획득했다.
현역 은퇴 후에는 루마니아 레슬링 연맹에서 일했으며 아내인 미오아라 벨리쿠는 가수로 활동한 바 있다.